# Платон мені друг
«Платон мені друг» (рос. Платон мне друг) — радянський повнометражний художній фільм режисера Віктора Шкурина, який змімали в місті Орджонікідзе (нині Покров) Дніпропетровської області.

## Сюжет
Гірничо-збагачувальний комбінат, щоб збільшити темпи видобутку марганцю, користується відкритим методом розробок. А це втрата сотень гектарів родючих земель. Директор комбінату Платон Смоляк приймає рішення відновити постраждалі землі.

## У ролях
- Степан Олексенко — Платон
- Костянтин Степанков — Валентин Жулай (дублює себе)
- Ніна Попова — Ольга
- Алла Сігалова — Віка
- Микола Шутько — дід Смоляк
- Ірина Калиновська — Оксана
- Ігор Шкурин — Андрій
- Петро Любешкін — Подопригора
- Євген Лисенко — Харитонов
- В'ячеслав Воронін — Тищенко
- Анатолій Скорякін — Скуматов
- Ніна Ільїна — Тоня
- Віктор Мірошниченко — Іван Чебрець
- Коста Турієв — Ібрагім
- Герман Качин — Михайло
- Олександр Пашутін — Дмитро Іванович
- Олексій Швачко
- Тетяна Митрушина — Неля
- Валентина Зимня та інші.

## Творча група
- Сценаристи: Василь Сичевський, Віктор Шкурин
- Режисер-постановник: Віктор Шкурин
- Оператори-постановники: Сергій Лисецький, Дмитро Вакулюк
- Композитор: Олександр Злотник
- Художник-постановник: Михайло Раковський
- Звукорежисер: Юрій Горецький
- Редактор: Володимир Чорний
- Директор картини: Ігор Чаленко

## Перемоги
- 1980, Диплом глядацького журі VI Республіканського кінофестивалю «Людина парці на екрані», Жданов, 1981

## Український дубляж
Фільм дубльовано українською в 1980 році на Кіностудії Довженка. 
- Степан Олексенко — Платон (дублює себе)
- Костянтин Степанков — Валентин Жулай (дублює себе)
- ? — Ольга
- ? — Віка
- Микола Шутько — дід Смоляк (дублює себе)
- ? — Оксана
- Ігор Шкурин — Андрій (дублює себе)
- ? — Подопригора
- Євген Лисенко — Харитонов (дублює себе)
- В'ячеслав Воронін — Тищенко (дублює себе)
- ? — Скуматов
- Ніна Ільїна — Тоня (дублює себе)
- Віктор Мірошниченко — Іван Чебрець (дублює себе)
- ? — Ібрагім
- ? — Михайло
- ? — Дмитро Іванович
- Олексій Швачко (дублює себе)
- Валентина Зимня (дублює себе)